# Апакидзе, Андрей Мелитонович
Андрей Мелитонович Апакидзе (груз. ანდრია მელიტონის ძე აფაქიძე; 1914—2005) — советский и грузинский учёный в области археологии и истории, доктор исторических наук (1959), профессор (1959), академик АН Грузинской ССР (1983). Руководитель Отделения общественных наук и вице-президент АН Грузинской ССР (1980—1986).

## Биография
Родился 3 сентября 1914 года в селе Зана в Грузии, с 1916 по 1918 год жил с семьёй в Баку.
С 1925 по 1932 год обучался в Сенакском педагогическом техникуме. С 1932 по 1937 год обучался на историческом факультете Тбилисского государственного университета. С 1937 по 1940 год обучался в аспирантуре этого университета на кафедре археологии, был учеником профессора Г. К. Ниорадзе. 
С 1937 года на научно-исследовательской работе в Институте археологии и Институте истории, археологии и этнографии АН Грузинской ССР в качестве младшего научного и старшего научного сотрудника Отдела археологии. С 1941 по 1942 год участник Великой Отечественной войны. С 1943 года — директор Государственного музея Грузии. 
Одновременно с основной деятельностью А. М. Апакидзе был участником Мцхетской археологической экспедиции, участвовал в раскопках Самтаврского и с 1943 года Армазисхевского могильников под руководством академика С. Н. Джанашиа. С 1950 года являлся руководителем археологической части экспедиции по изучению Абхазии под общим руководством академика Н. А. Бердзенишвили.
С 1970 года являлся организатором и первым директором Мцхетского археологического института имени Г. Ниорадзе. С 1980 по 1986 год — руководитель Отделения общественных наук и вице-президент АН Грузинской ССР.

### Научно-педагогическая деятельность и вклад в науку
Основная научно-педагогическая деятельность А. М. Апакидзе была связана с вопросами в области археологии, древней истории Кавказа и Грузии, занимался исследованиями в области изучения памятников античного периода Грузии.
В 1941 году защитил кандидатскую диссертацию по теме «Памятники эпохи бронзы в Кахети», в 1959 году за монографию «Города и городская жизнь древней Грузии» ему была присвоена учёная степень доктор исторических наук. В 1959 году ВАК СССР ему было присвоено учёное звание профессор. В 1967 году был избран член-корреспондентом, а в 1983 году — действительным членом  АН Грузинской ССР.  А. М. Апакидзе было написано более двухсот научных работ, в том числе монографий.
Скончался 25 ноября 2005 года в Тбилиси.

## Основные труды
- Города древней Грузии / Андрей Мелитонович Апакидзе ; [АН Груз. ССР. Ин-т истории, археологии и этнографии им. И. А. Джавахишвили]. - Тбилиси : Мецниереба, 1968. - 296 с.
- Русско-грузинский археологический словарь : Материалы / Сост. А. М. Апакидзе, М. Н. Инасаридзе, А. Н. Сихарулидзе, Г. А. Апакидзе; Под ред. А. М. Апакидзе. - Тбилиси : Изд-во Тбил. ун-та, 1980. - 889 с.
- Радиоуглеродное датирование археологических и палеоботанических образцов Грузии / А. М. Апакидзе, А. А. Бурчуладзе; Тбил. гос. ун-т, Археол. комис. АН ГССР. - Тбилиси : Мецниереба, 1987. - 83 с[3]

## Награды
- Орден Чести (1994)[4]
- Орден Отечественной войны 2-й степени (06.11.1985)[5]
- Орден Трудового Красного Знамени (20.08.1986)
- Почётный гражданин Тбилиси (1998)